# واهرام ترزیباشیان
واهرام واهانی ترزیباشیان (ارمنی: Վահրամ Վահանի Թերզիբաշյան؛  زادهٔ ۱۸ ژانویهٔ ۱۸۹۹ - درگذشته ۱۶ مهٔ ۱۹۶۴) نویسنده، تاریخ‌نگاران ادبی و مترجم اهل ارمنستان بود.

## زندگی‌نامه
وی در ۱۸ ژانویهٔ ۱۸۹۹ در وان به دنیا آمد و از آموزشگاه یرمیان و مدرسه نرسیسیان (۱۹۱۶) فارغ‌التحصیل گشت. وی عضو اتحادیه نویسندگان اتحاد شوروی بود و در مارتاکوچ، نور اوغی، hy:Երևանի պետական գեղարվեստաթատերական ինստիտուտ، hy:ՀՀ ԳԱԱ արվեստի ինստիտուտ و وراستان فعالیت می‌کرد. همچنین برندهٔ جوایزی همچون چهره هنری شایسته ارمنستان شوروی شده‌است. وی در ۱۶ مهٔ ۱۹۶۴ در سن ۶۵ سالگی در ایروان درگذشت.